# Southwestern Athletic Conference
La Southwestern Athletic Conference (español: Conferencia Atlética del Sudoeste), llamada también SWAC, es una conferencia de la División I de la NCAA, cuyos miembros están localizados en el Sudoeste de Estados Unidos.
Tiene su cuartel general en Birmingham (Alabama), y en ella compiten 12 universidades de los estados de Alabama, Arkansas, Florida, Luisiana, Misisipi y Texas. Fue fundada en el año 1920.

## Miembros

### Miembros actuales
| Logo           | Institución                               | Localización           | Tipo          | Equipo        | Año de unión  |               |               |
| División Este  | División Este                             | División Este          | División Este | División Este | División Este | División Este | División Este |
| -------------- | ----------------------------------------- | ---------------------- | ------------- | ------------- | ------------- | ------------- | ------------- |
|                | Universidad de Alabama A&M                | Huntsville, Alabama    | Pública       | Bulldogs      | 1999          |               |               |
|                | Universidad Estatal de Alabama            | Montgomery, Alabama    | Pública       | Hornets       | 1982          |               |               |
|                | Universidad Bethune-Cookman               | Daytona Beach, Florida | Privada       | Wildcats      | 2021          |               |               |
|                | Florida A&M University                    | Tallahassee, Florida   | Pública       | Rattlers      | 2021          |               |               |
|                | Universidad Estatal de Jackson            | Jackson, Misisipi      | Pública       | Tigers        | 1958          |               |               |
|                | Universidad Estatal del Valle de Misisipi | Itta Bena, Misisipi    | Pública       | Delta Devils  | 1968          |               |               |
| División Oeste |                                           |                        |               |               |               |               |               |
|                | Universidad Estatal de Alcorn             | Lorman, Misisipi       | Pública       | Braves        | 1962          |               |               |
|                | Universidad de Arkansas en Pine Bluff     | Pine Bluff, Arkansas   | Pública       | Golden Lions  | 1936 1997     |               |               |
|                | Universidad Estatal de Grambling          | Grambling, Luisiana    | Pública       | Tigers        | 1958          |               |               |
|                | Universidad Prairie View A&M              | Prairie View, Texas    | Pública       | Panters       | 1920          |               |               |
|                | Universidad del Sur A&M                   | Baton Rouge, Luisiana  | Pública       | Jaguars       | 1935          |               |               |
|                | Universidad del Sur de Texas              | Houston, Texas         | Pública       | Tigers        | 1954          |               |               |

### Antiguos miembros
| Institución                      | Localización       | Equipo   | Año de unión | Año de salida | Conferencia actual            |
| -------------------------------- | ------------------ | -------- | ------------ | ------------- | ----------------------------- |
| Bishop College                   | Marshall, Texas    | Tigers   | 1920         | 1956          | Cerrado en 1988.              |
| Universidad Langston             | Langston, Oklahoma | Lions    | 1931         | 1957          | Red River Athletic Conference |
| Paul Quinn College               | Dallas, Texas      | Tigers   | 1920         | 1929          | Red River Athletic Conference |
| Universidad de Houston-Tilloston | Austin, Texas      | Rams     | 1920         | 1959          | Red River Athletic Conference |
| Texas College                    | Tyler, Texas       | Steers   | 1920         | 1961          | Red River Athletic Conference |
| Wiley College                    | Marshall, Texas    | Wildcats | 1920         | 1968          | Red River Athletic Conference |

## Instalaciones deportivas
| Universidad            | Estadio de fútbol americano                      | Capacidad     | Pabellón de baloncesto              | Capacidad |
| ---------------------- | ------------------------------------------------ | ------------- | ----------------------------------- | --------- |
| Alabama A&M            | Louis Crews Stadium                              | 21,000        | Alabama A&M Events Center           | 6,000     |
| Alabama State          | Crampton Bowl                                    | 21,800        | Joe L. Reed Acadome                 | 8,000     |
| Alcorn State           | Jack Spinks Stadium                              | 22,500        | Davey Whitney Complex               | 7,000     |
| Arkansas Pine Bluff    | Lion Stadium                                     | 12,500        | K.L. Johnson Complex                | 4,500     |
| Grambling State        | Eddie Robinson Stadium                           | 19,800        | Memorial Gym                        | 2,200     |
| Jackson State          | Mississippi Veterans Memorial Stadium            | 62,000        | Williams Assembly Center            | 8,000     |
| Mississippi Valley St. | Rice-Totten Field                                | 10,000        | Harrison HPER Complex               | 5,000     |
| Prairie View A&M       | Blackshear Stadium                               | 6,000         | William Nicks Building              | 5,520     |
| Southern               | Ace W. Mumford Stadium                           | 28,400        | F.G. Clark Center                   | 7,500     |
| Texas Southern         | PNC Stadium (principal) NRG Stadium (secundario) | 22,000 68,000 | Health and Physical Education Arena | 8,100     |